# 東京モーターサイクルショー
東京モーターサイクルショー（とうきょうモーターサイクルショー、英語: TOKYO Motorcycle Show）とは、1971年に開催され毎年春の3日間に渡って催されている、東京モーターサイクルショー協会が主催する日本国内で最大規模のオートバイ、部品、用品の見本市である。2011年と2020年・2021年は中止。

## 会場
東京国際展示場（東京都江東区有明）西1・2ホール、アトリウム、屋外展示場。

## 主な出展社

### オートバイメーカー
日本
- 本田技研工業
- ヤマハ発動機
- スズキ
- 川崎重工業

アメリカ
- インディアン
- ハーレーダビッドソン

イタリア
- ドゥカティ
- モトグッツィ
- アプリリア
- ハスクバーナ
- カジバ
- MVアグスタ
- ピアッジオ
- アディバ
- ランブレッタ
- イタルジェット
- ヴァイルス

イギリス
- トライアンフ

ドイツ
- BMW

フランス
- プジョー・モトシクル

オーストリア
- KTM

インド
- ロイヤルエンフィールド

中華民国
- キムコ
- SYM

大韓民国
- S&Tモータース

ロシア
- IMZ・ウラル

### パーツ・アクセサリ 用品 消耗品
- ワイズギア
- ヨシムラ
- SHOEI
- アライヘルメット
- 日本特殊陶業
- デンソー
- MITSUBA
- ブリヂストン
- ダンロップ
- 井上ゴム工業
- デイトナ
- 江沼チヱン製作所
- アールケー・ジャパン
- 岡田商事
- 谷尾商会
- アールエスタイチ
- プロト
- ラフアンドロード
- トタルエナジーズ
- シャークヘルメット
- ホンジンHJC
- モチュール
- トタルエナジーズ

## 出版
- モーターマガジン社
- 内外出版社
- 八重洲出版
- 実業之日本社
- 三栄書房
- 株式会社造形社

## 学校
- 関東工業自動車大学校
- 埼玉自動車大学校
- 東京工科自動車大学校
- ホンダテクニカルカレッジ関東
- 読売自動車大学校

## その他協会関係
- 全国オートバイ協同組合連合会
- 全国軽自動車協会連合会
- 全国二輪車用品連合会
- 自動車公正取引協議会
- 日本オートスポーツセンター（筑波サーキット）
- 日本自動車工業会
- 日本二輪車普及安全協会
- 警視庁
- 自動車リサイクル促進センター